# Arrotino
Arrotino ('esmolet' en italià), anteriorment denominat Escita, és una figura que representa un home mig agenollat i alçant la mirada (en una postura d'esforç), mentre esmola un ganivet sobre una pedra. Formava part d'un grup escultòric: l'escorxament de Màrsies. Tot i que en l'actualitat es reconeix com una còpia romana (del s. I ae) d'un original grec (d'època hel·lenística, en l'estil de l'escola de Pèrgam), durant molt de temps es creia que era una escultura grega original. Se'n feren còpies que s'exhibien i utilitzaven en l'ensenyament de l'art; una d'elles per a la Royal Academy que és en el Courtauld Institute of Art. També amb aquesta pretensió s'exhibia al costat de la Venus ajupida de la col·lecció Uffizi, i ambdues escultures es disposaren com pendant al Parterre Nord dels jardins de Versalles.

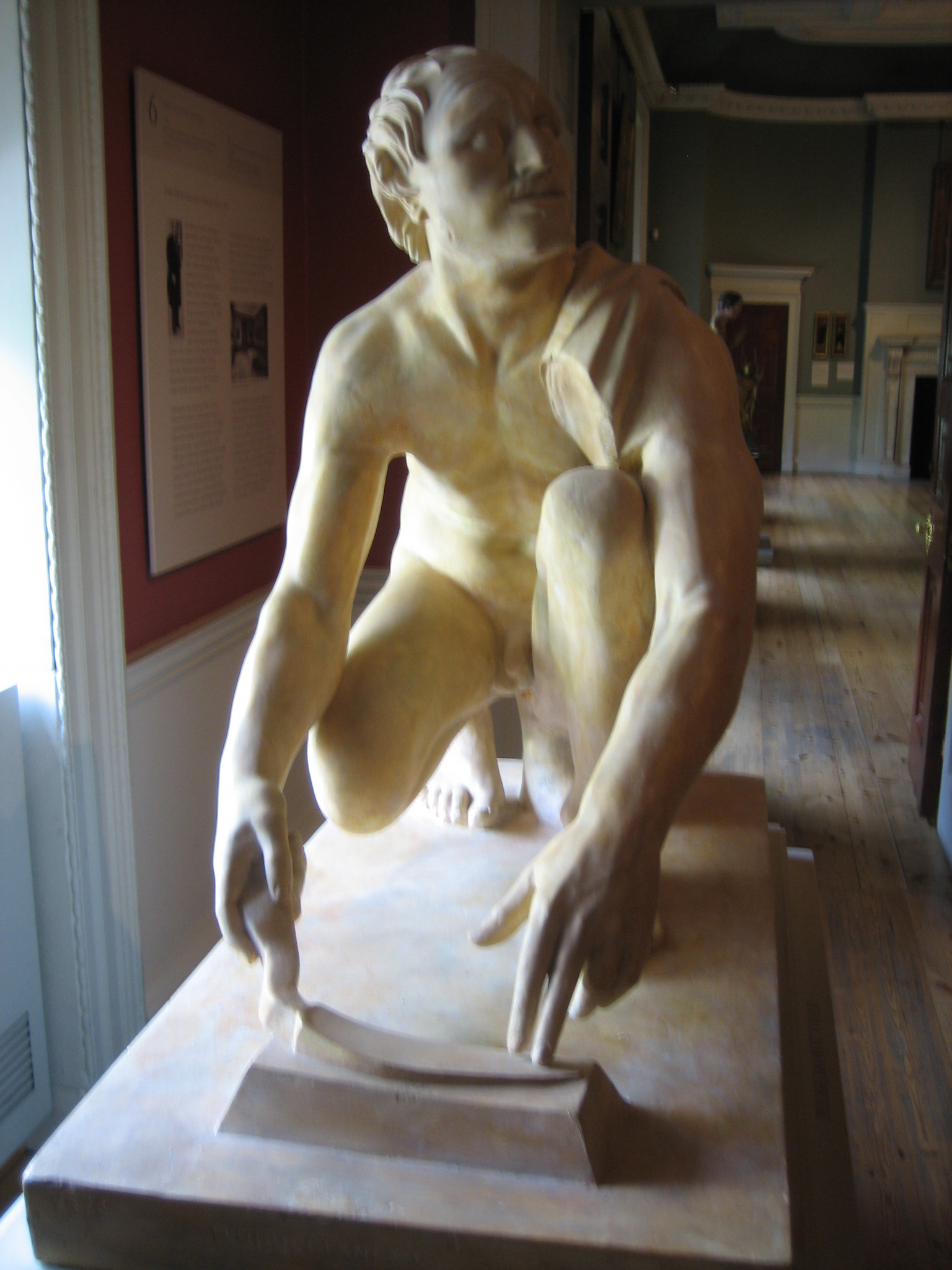
La còpia de la Royal Academy (Courtauld Gallery).

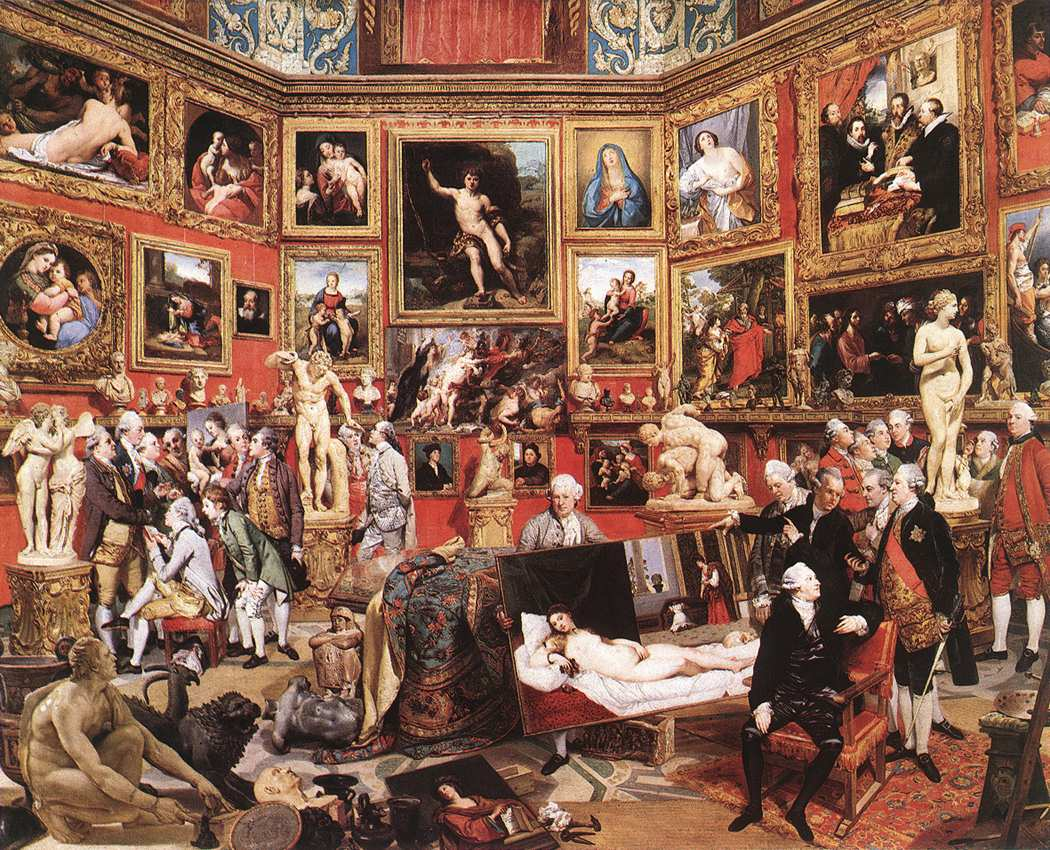
Tribuna dels Uffizi de Johann Zoffany

Des del s. XVIII s'exhibeix en la Tribuna dels Uffizi juntament amb pintures de vells mestres.
La trobaren en una excavació al començament del s. XVI, per la qual cosa pot deduir-se d'un inventari fet després de la mort d'Agostini Chigi (1520) de la seua vil·la al Trastevere, que esdevindria la Vil·la Farnesina. Després formà part del jardí d'escultures i antiguitats que Paolantonio Soderini heretà de son germà, Monsignor Francesco Soderini, disposat al Mausoleu d'August; Paolantonio anotà en una carta de 1561 que il mio vilà —"el meu llaurador"— ja no hi era, i se sap que un membre de la família Mignanelli l'havia venut al cardenal Ferran I de Mèdici. Es traslladà a la Vil·la Mèdici, on s'exhibí fins que al s. XVIII es va reunir amb les col·leccions Mèdici a Florència.
En aquell moment es reinterpretà el llaurador com un escita, i se'l separà de l'anterior associació a les escenes de gènere per interpretar-lo com un barber o sastre regi que tramava un complot contra l'estat, la qual cosa suposava un rang superior en la jerarquia de gèneres tal com llavors es concebia. Des del s. XVII es reconegué com a part d'un grup escultòric amb el tema de l'escorxament de Màrsies, com es feu amb altres grups hel·lenístics (el Laocoont i els seus fills, el grup de l'Odissea de les escultures de Sperlonga o del que formaria part el Gàlata moribund). El primer a identificar-lo fou, al 1669, Leonardo Agostini, que en reconegué el tema en antigues gemmes gravades.